# Hermaea
Hermaea es un género de molusco opistobranquio de la familia Hermaeidae.
Este género estaba anteriormente incluido en la familia Stiligeridae, donde aún lo mantiene el Sistema Integrado de Información Taxonómica.
Estas pequeñas babosas de mar se distribuyen en aguas templadas y tropicales de los océanos Atlántico, incluido el Mediterráneo, Índico y Pacífico.

## Especies
El Registro Mundial de Especies Marinas reconoce como válidas las siguientes especies en el género:
- Hermaea bifida (Montagu, 1816)
- Hermaea boucheti Cervera, Garcia-Gómez & Ortea, 1991
- Hermaea cantabra Caballer & Ortea, 2015
- Hermaea coirala Marcus, 1955
- Hermaea cruciata Gould, 1870
- Hermaea cubana Caballer & Ortea, 2013
- Hermaea evelinemarcusae K. R. Jensen, 1993
- Hermaea ghanensis Caballer, Ortea & Moro, 2006
- Hermaea hillae Marcus & Marcus, 1967
- Hermaea nautica Caballer & Ortea, 2007
- Hermaea noto (Baba, 1959)
- Hermaea oliviae (MacFarland, 1966)
- Hermaea paucicirra Pruvot-Fol, 1953
- Hermaea vancouverensis O'Donoghue, 1924
- Hermaea variopicta (A. Costa, 1869)
- Hermaea wrangeliae (Ichikawa, 1993)
- Hermaea zosterae (Baba, 1959)

- Hermaea minor Bergh, 1888 (taxon inquirendum: validez incierta o disputada por expertos)

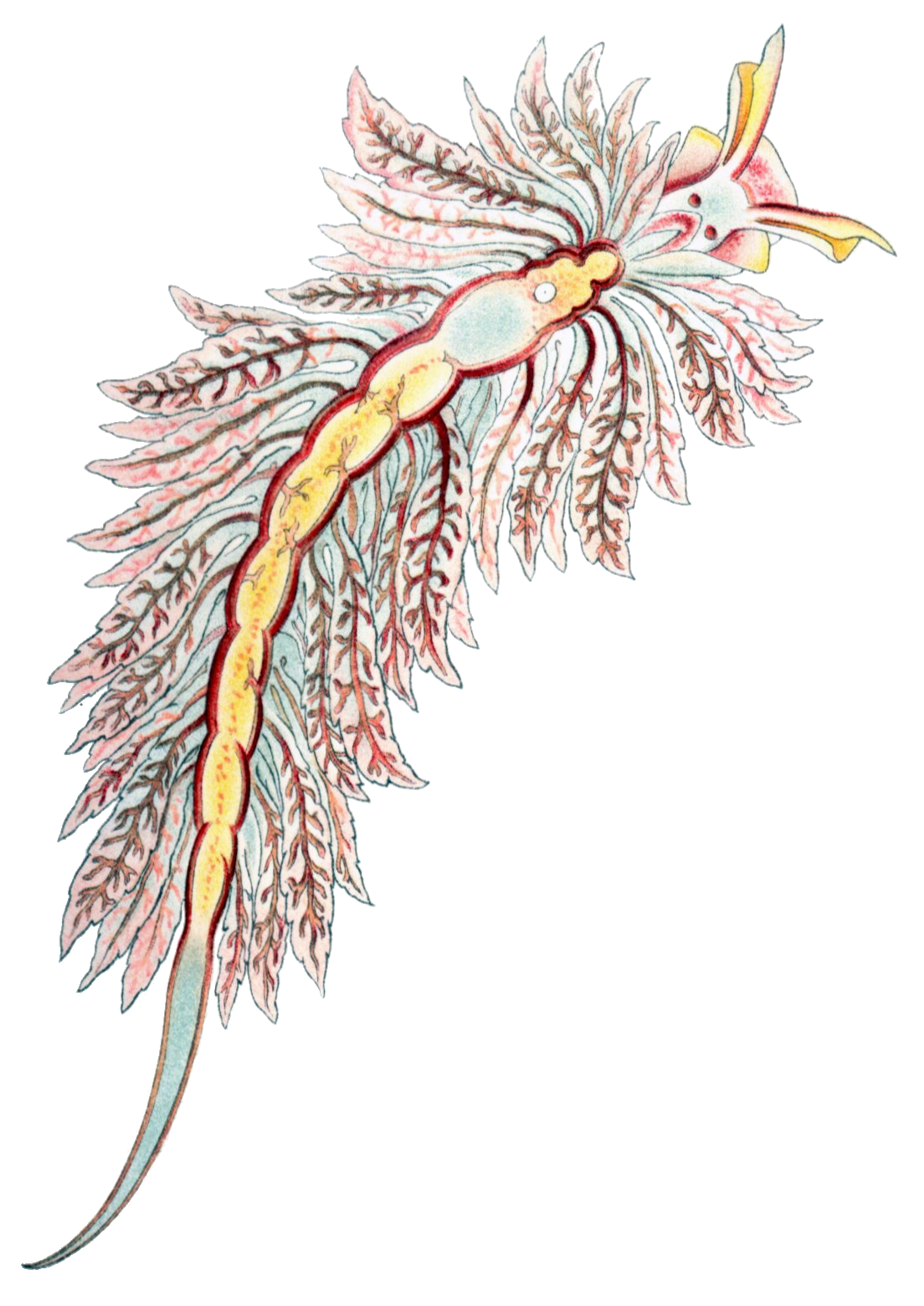
Hermaea bifida
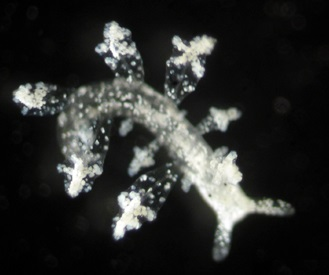
Hermaea cruciata
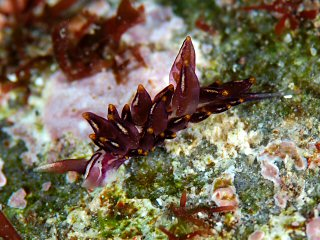
Hermaea noto
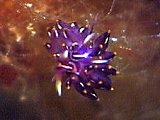
Hermaea noto, variación de coloración
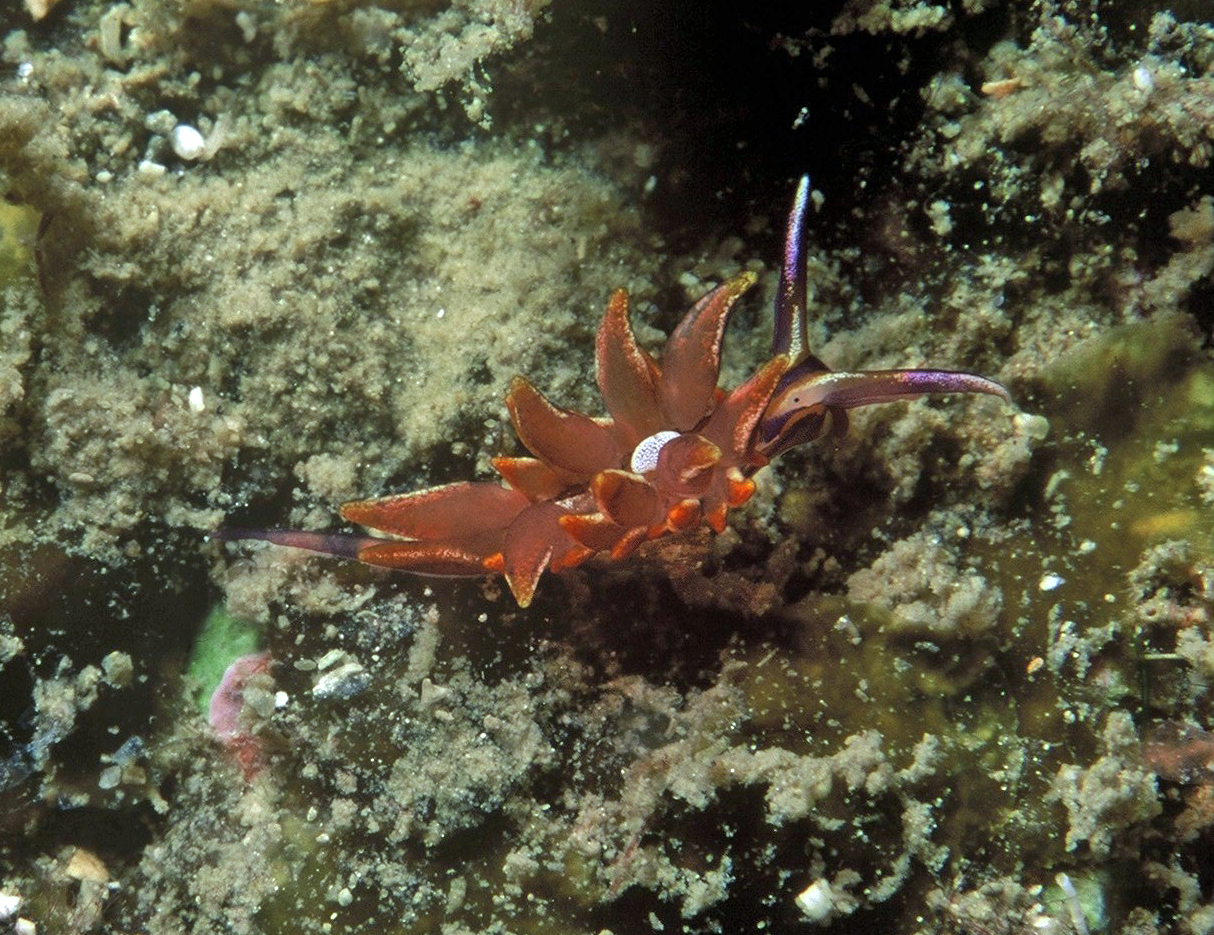
Hermaea variopicta

Especies consideradas como sinonimia
- Hermaea aoteana Powell, 1937 aceptada como Placida dendritica (Alder & Hancock, 1843)
- Hermaea brevicornis Costa A., 1867 aceptada como Placida dendritica (Alder & Hancock, 1843)
- Hermaea capensis Macnae, 1954 aceptada como Placida dendritica (Alder & Hancock, 1843)
- Hermaea carminis Fez, 1962 aceptada como Placida cremoniana (Trinchese, 1892)
- Hermaea cremoniana Trinchese, 1892 aceptada como Placida cremoniana (Trinchese, 1892)
- Hermaea dendritica (Alder & Hancock, 1843) aceptada como Placida dendritica (Alder & Hancock, 1843)
- Hermaea hancockii Trinchese, 1877 aceptada como Hermaea bifida (Montagu, 1816)
- Hermaea kingstoni (T. E. Thompson, 1977) aceptada como Placida kingstoni T. E. Thompson, 1977
- Hermaea lutescens Costa A., 1866 aceptada como Placida dendritica (Alder & Hancock, 1843)
- Hermaea orbicularis Costa A., 1866 aceptada como Placida dendritica (Alder & Hancock, 1843)
- Hermaea ornata MacFarland, 1966 aceptada como Placida dendritica (Alder & Hancock, 1843)
- Hermaea polychroma Hesse, 1872 aceptada como Hermaea variopicta (A. Costa, 1869)
- Hermaea saronica Thompson T., 1988 aceptada como Placida saronica (T. E. Thompson, 1988)
- Hermaea venosa Lovén, 1844 aceptada como Placida dendritica (Alder & Hancock, 1843)
- Hermaea viridis Deshayes, 1857 aceptada como Polybranchia viridis (Deshayes, 1857)